# Lobonychium palpiplus
Lobonychium palpiplus – gatunek kosarza z podrzędu Laniatores i rodziny Epedanidae. Jedyny znany przedstawiciel monotypowego rodzaju Lobonychium

## Występowanie
Gatunek jest endemiczny dla wyspy Borneo.